# 上同调运算
数学中，上同调运算自1950年代起称为代数拓扑，特别是同伦论的核心，其简单定义是：若F是定义上同调论的函子，则上同调运算应是F到自身的自然变换。自始至终有两个基本点：
1. 运算可用组合方法研究；
2. 运算效果是产生有趣的双交换子理论。

这些研究来自庞特里亚金、波斯尼科夫、诺曼·斯廷罗德等人的研究，他们首次定义了模2系数情形下奇异上同调的庞特里亚金平方、波斯尼科夫平方、斯廷罗德根运算。其中的组合方面是在上链层面上对自然对角映射失效的表述。运算的斯廷罗德代数的一般理论与对称群的一般理论密切相关。
亚当斯谱序列中，双交换子方面隐含在Ext函子、Hom函子的导出函子的使用中；若在斯廷罗德代数作用上存在双交换子性，也只是在导出的层面上。其趋同于稳定同伦论中的群，而关于稳定同伦论的信息却很难获得。这种联系使同伦论对上同调运算产生了浓厚兴趣，自此成为一个研究课题。非凡上同调论有自己的上同调运算，可能表现出更丰富的约束。

## 正式定义
{\displaystyle (n,q,\pi ,G)\,}
型上同调运算{\displaystyle \theta }是定义在CW复形上的函子
{\displaystyle \theta :H^{n}(-,\pi )\to H^{q}(-,G)\,}
的自然变换。

## 与艾伦伯格–麦克莱恩空间的关系
CW复形的上同调用艾伦伯格–麦克莱恩空间可表，因此由米田引理，{\displaystyle (n,q,\pi ,G)}型上同调运算由{\displaystyle K(\pi ,n)\to K(G,q)}的同伦类映射给出。再次利用可表性，上同调运算由{\displaystyle H^{q}(K(\pi ,n),G)}的一个元素给出。
令{\displaystyle [A,B]}表示A到B的映射的同伦类集，
{\displaystyle {\begin{aligned}\displaystyle \mathrm {Nat} (H^{n}(-,\pi ),H^{q}(-,G))&=\mathrm {Nat} ([-,K(\pi ,n)],[-,K(G,q)])\\&=[K(\pi ,n),K(G,q)]\\&=H^{q}(K(\pi ,n);G).\end{aligned}}}